# PGC 74886
PGC 74886 — карликовая линзообразная галактика (класс S0) из каталога PGC, расположенная в группе 250 карликовых галактик (центр группы — NGC 1407). Галактика находится в созвездии Эридан, в ≈70 млн св. лет от Земли. Это первая известная галактика, имеющая форму округлого прямоугольника. Необычная галактика была совершенно случайно обнаружена суинбернским астрофизиком Ли Спитлером с помощью японского телескопа «Субару». Сначала авторы исследования предполагали, что форма LEDA 074886 объясняется взаимодействием с галактикой-соседом. Анализ окружения галактики, однако, позволил установить, что форма, скорее всего, объясняется тем, что новая галактика — результат столкновения двух карликовых соседей NGC 1407.

## Классификация
Галактика относится к классу карликовых (её масса примерно в 100 раз меньше массы нашей Галактики) и является спутником гигантской сферической галактики NGC 1407, центр которой находится в ~50 кпк (в проекции на картинную плоскость) к северо-западу.